# Karşıyaka SK (Basketball)
Pınar Karşıyaka Basketbol Takımı ist die Basketballabteilung des türkischen Sportvereins Karşıyaka SK aus Izmir. Die 1966 gegründete Abteilung zählt zu den Gründungsmitgliedern der höchsten nationalen Spielklasse Türkiye Basketbol Ligi (TBL), musste aber nach zwei Spielzeiten zunächst absteigen. 1974 kehrte man in die höchste Spielklasse zurück und spielt seitdem in dieser Klasse. Damit gehört man neben den vier Istanbuler Mannschaften Efes, Beşiktaş, Fenerbahçe Ülker und Galatasaray zu den langjährigsten Mitgliedern der TBL. 1987 gewann man die Meisterschaft und den Präsidentenpokal (türkischer Supercup). 2005 erreichte man das Finale des türkischen Pokalwettbewerbs. Auf europäischer Ebene konnte man sich 2011 für die Viertelfinal-Play-offs der EuroChallenge qualifizieren. Ein Jahr später verlor man in diesem Wettbewerb als Ausrichter des Final-Four-Turniers mit einem Punkt Unterschied das Finale gegen Krasnye Krylja Samara, nachdem man im Halbfinale den deutschen Vertreter EWE Baskets Oldenburg besiegt hatte.
Karşıyaka hat einen Ruf als Ausbildungsverein, der junge Spieler an höhere Aufgaben heranführt. Zuletzt waren zwei türkische „Picks“ im NBA-Draft 2012, Furkan Aldemir und der von Galatasaray ausgeliehene İlkan Karaman, für den Verein zu Beginn ihrer Karrieren aktiv. Die Mannschaft ist zudem bekannt für ihre treuen Fans.
2015 gewann die Mannschaft zum zweiten Mal die Meisterschaft.

## Bekannte Spieler
| - Hüseyin Beşok 1992–1994 - Kaya Peker 1996–2000 - Vrbica Stefanov 1999/2000 - Sachar Paschutin 1999/2000 - Roberts Štelmahers 2000/01 - Şemsettin Baş 2000/01 - Ufuk Sarıca 2001/02 - Dewayne Jefferson 2002/03 - Henry Domercant 2003/04 - Muratcan Güler 2004–2006 | - Serhat Çetin 2006/07 - Marcus Slaughter 2006/07 - Rashard Griffith 2007 - Asım Pars 2007/08 - Quinton Hosley 2007/08 - Gary Neal 2007/08 - Furkan Aldemir 2007–2011 - K’Zell Wesson 2009/10 - David Holston 2009–2011 - Andre Smith 2009–2011 | - Jovo Stanojević 2010–2012 - İlkan Karaman 2011/12 - Goran Ikonić 2011/12 - Mire Chatman 2011/12 - Bobby Dixon seit 2012 |